# جبون كلوس
جبون كلوس هو نوع مهدد من فصيلة الجبون يعيش حصرياً في جزر مينتاواي غرب جزيرة سومطرة.